# 圆形广场 (巴斯)

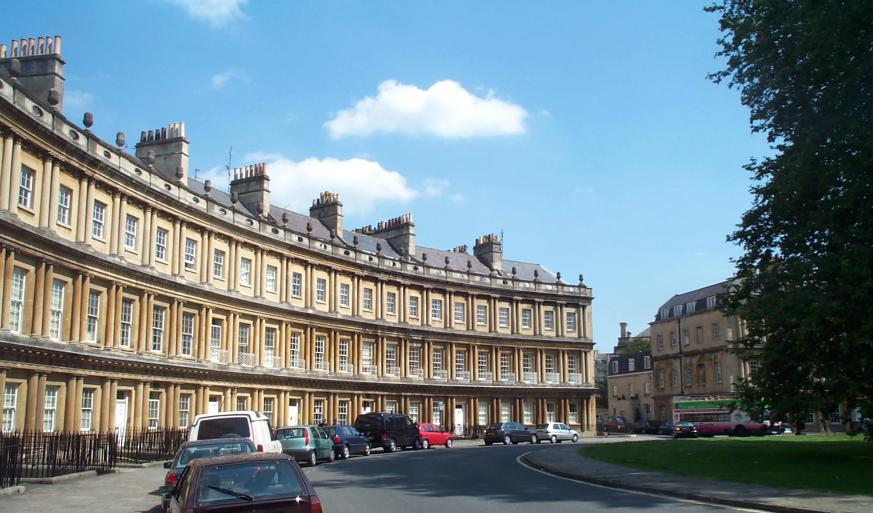
圆形广场

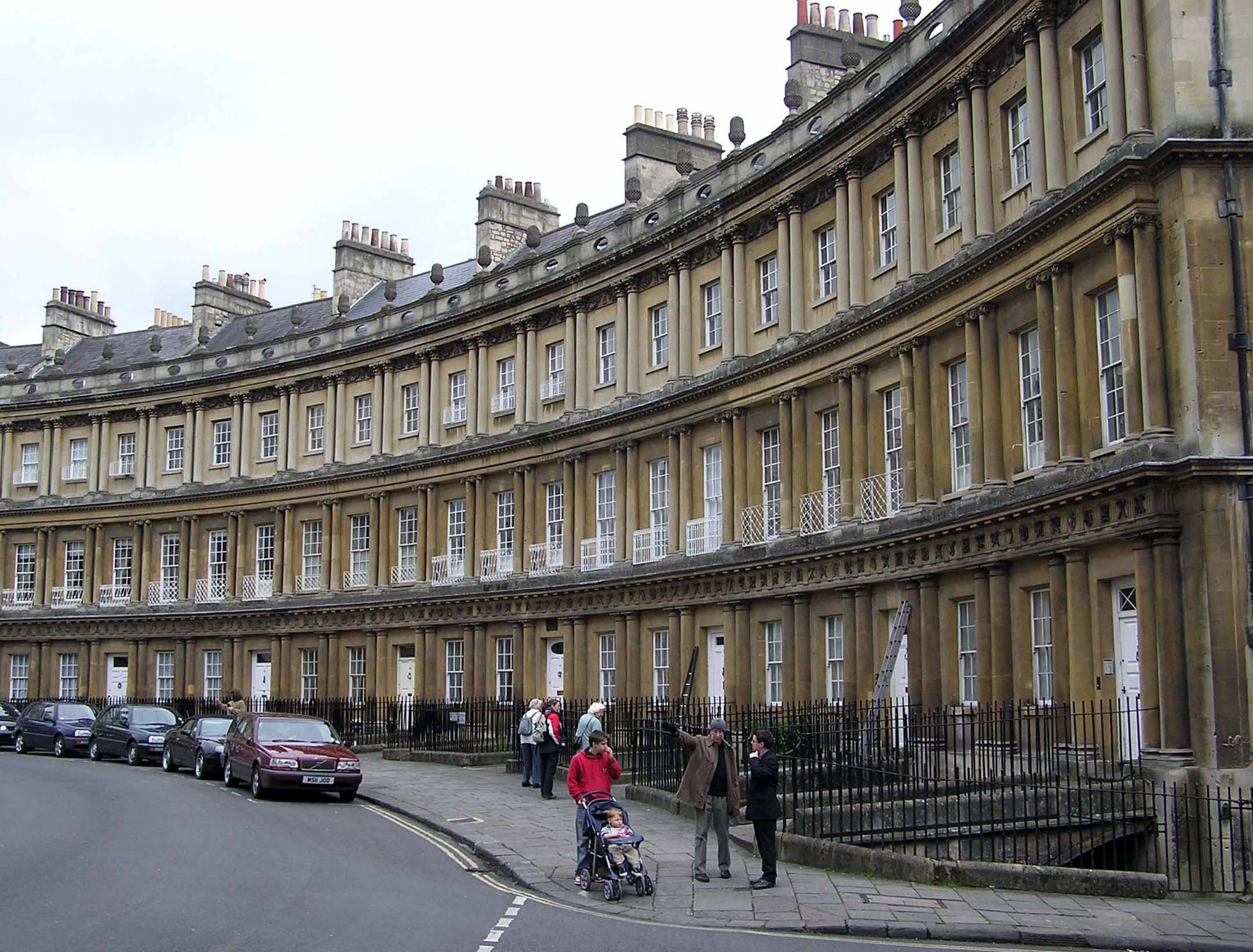
圆形广场

圆形广场（The Circus）在英国萨默塞特郡巴斯，周围是乔治亚式建筑，开始于1754年，1768年完成。这个名字来自拉丁文'circus',意为一个环，椭圆形或圆形。它已被列为一级登录建筑。
圆形广场分为等长的三段，是一个圆形的空间，周围环绕着巨大的街屋。
圆形广场原名国王圆环（King's Circus），由建筑师老约翰·伍德设计，不过他并没有活着看到自己的计划付诸实施，因为在他死了将近3几个月后，才开始奠基。父亲的设计留给他的儿子小约翰·伍德完成。
圆形广场是老约翰·伍德宏伟远景的一部分，他计划为该市重新建立一个古典帕拉第奧式建筑景观。其他项目包括附近的皇后广场和 Forum（未建）。圆形广场是伍德的职业生涯的顶点，被认为是他的杰作。。

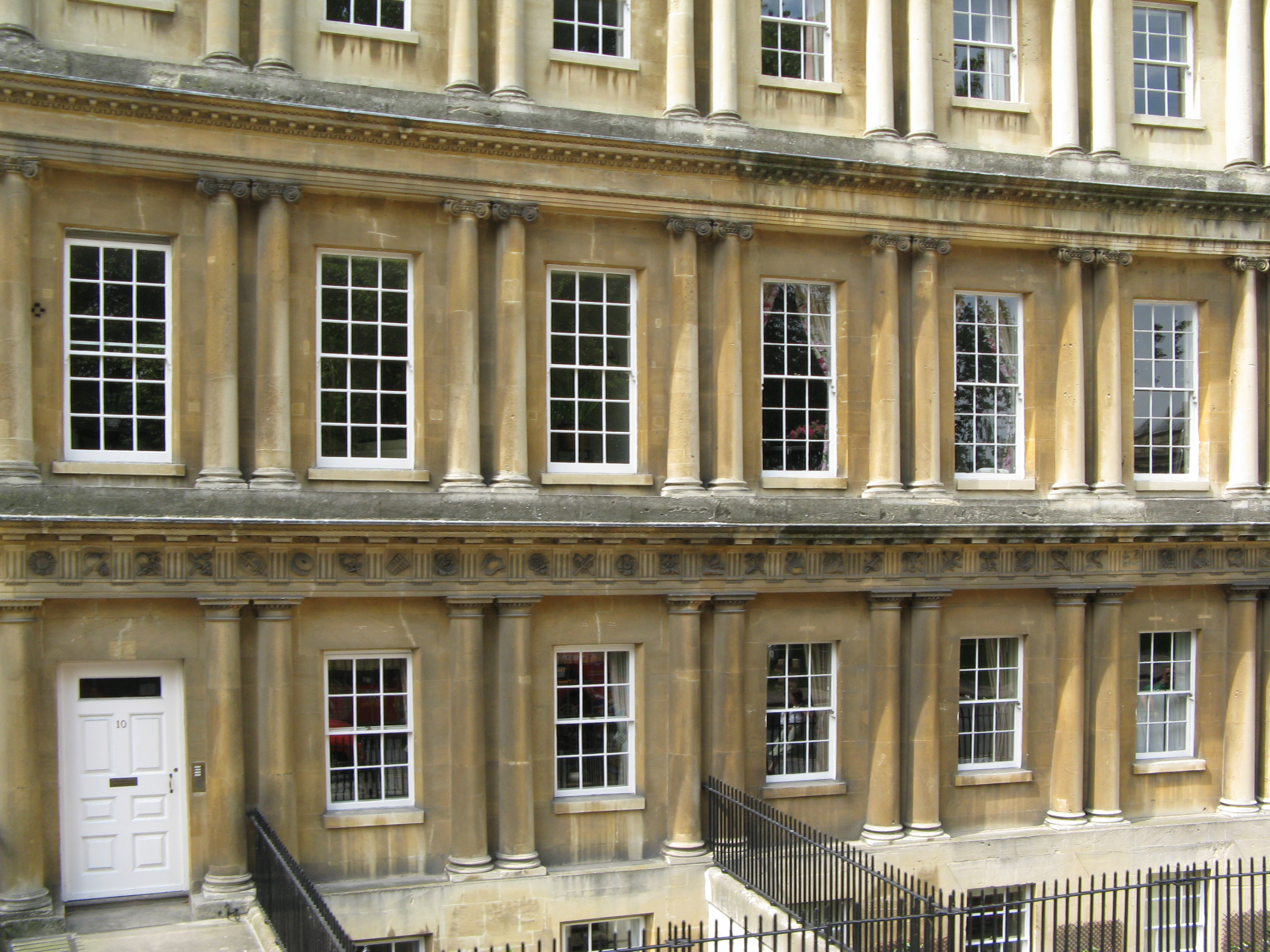
圆形广场细部

伍德的灵感来自于罗马竞技场，但竞技场的设计是从外面看到的，而圆形广场面向内部。在它优雅的弧形立面上，从下往上分别使用了三种古典柱式：希腊多立克柱式、罗马/复合柱式和科林斯柱式。多立克柱的带状装饰装饰着525个图案，包括蛇，航海标志，代表艺术和科学的徽记，以及共济会符号。
从空中俯瞰，圆形广场，和皇后广场以及毗邻的盖伊街（Gay Street）形成一个关键的形状，这是一个共济会标志，伍德的很多建筑类似的装饰。
在1942年德军空袭期间，一枚炸弹落在圆形广场，炸毁数座房屋。此后又按原有的风格重建。

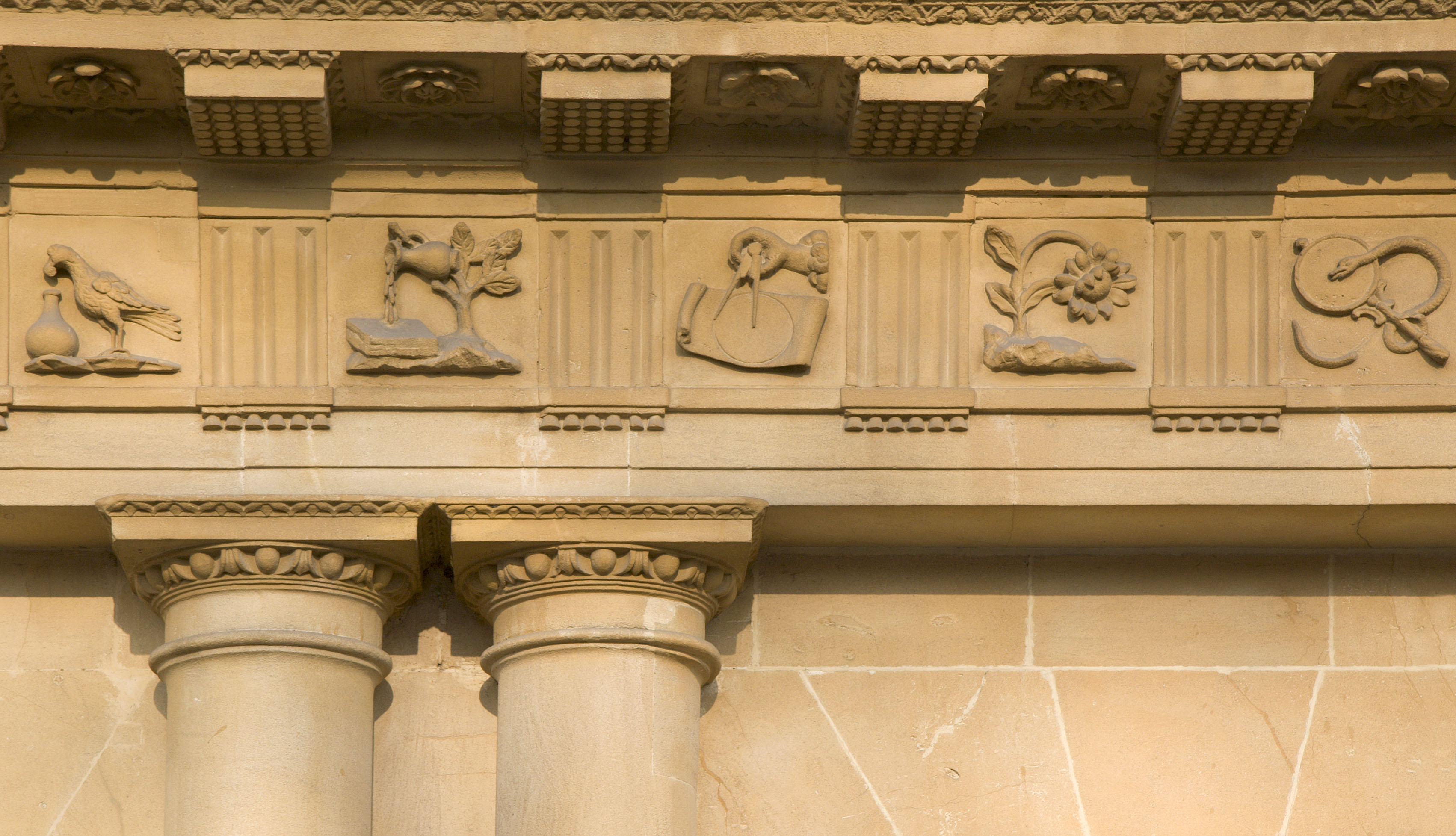
带状装饰

建筑史学家丹·克鲁克山克选择圆形广场作为2006年BBC电视纪录片《英国最佳建筑》的5个选择之一。